# Mary Anderson (attrice 1897-1986)
Mary Anderson (New York, 28 giugno 1897 – El Cajon, 22 giugno 1986) è stata un'attrice statunitense, attiva all'epoca del muto.

## Biografia
Nata a Brooklyn, fu educata all'Erasmus Hall High School di New York. Frequentò la Holy Cross School e fece la prima apparizione in pubblico in un ruolo di danzatrice greca per uno spettacolo di beneficenza.
I suoi primi film li girò per la Vitagraph. Esordì in A Change in Baggage Checks, un cortometraggio di George D. Baker del 1914, appartenente alla serie di comiche che aveva come interpreti la coppia formata da John Bunny e Flora Finch. Fu la protagonista della serie a un rullo in dieci episodi The Dangers of Doris prodotta dalla Vitagraph tra il 1916 e il 1917.
The False Faces di Irvin Willat, film del 1919, fu probabilmente la sua miglior interpretazione.
Nella sua carriera cinematografica, che iniziò diciassettenne nel 1914, Mary Anderson girò 77 film. Si ritirò dagli schermi nel 1923.

## Vita privata
Era figlia dell'attrice Nellie Anderson. Sposò il direttore della fotografia Pliny Goodfriend, ma il matrimonio finì nel 1937 con il divorzio.
È morta in California, nella città di El Cajon, nel 1986, a 88 anni.

## Filmografia
La filmografia è completa.Quando manca il nome del regista, questo non viene riportato nei titoli
- A Change in Baggage Checks, regia di George D. Baker - cortometraggio (1914)
- A Pair of Frauds, regia di Theodore Marston - cortometraggio (1914)
- A Helpful Sisterhood, regia di Van Dyke Brooke (1914)
- Tangled Tangoists, regia di George D. Baker (1914)
- Buddy's First Call, regia di Tefft Johnson (1914)
- Father's Flirtation, regia di George D. Baker (1914)
- The Old Maid's Baby, regia di George D. Baker (1914)
- A Train of Incidents, regia di George D. Baker (1914)
- My Official Wife, regia di James Young (1914)
- Buddy's Downfall, regia di Tefft Johnson (1914)
- A Double Error, regia di Theodore Marston (1914)
- A Horseshoe -- for Luck, regia di Sidney Drew (1914)
- Regan's Daughter, regia di Theodore Marston (1914)
- Within an Ace, regia di Theodore Marston (1914)
- C.O.D., regia di Tefft Johnson (1914)
- The Silent Plea, regia di Lionel Belmore (1915)
- The Evil Men Do, regia di Maurice Costello e Robert Gaillard (1915)
- The Homecoming of Henry, regia di Sidney Drew (1915)
- Twice Rescued, regia di Theodore Marston (1915)
- The Goddess, regia di Ralph Ince (1915)
- The Wardrobe Woman, regia di Theodore Marston (1915)
- Getting Rid of Aunt Kate, regia di C.J. Williams (1915)
- Cal Marvin's Wife, regia di Ulysses Davis (1915)
- He Got Himself a Wife, regia di George Stanley (1915)
- Bill Peter's Kid, regia di Rollin S. Sturgeon (1916)
- La paloma, regia di William Wolbert  (1916)
- The Human Cauldron, regia di Harry Lambart  (1916)
- Pansy's Papas  (1916)
- Her Partner, regia di William Wolbert (1916)
- The Hoyden, regia di David Smith (1916)
- Sin's Penalty, regia di William Wolbert (1916)
- Some Chicken, regia di David Smith (1916)
- Miss Adventure, regia di William Wolbert (1916)
- The Rich Idler, regia di David Smith (1916)
- Her Loving Relations, regia di David Smith (1916)
- When It Rains, It Pours!, regia di William Wolbert (1916)
- The Waters of Lethe, regia di William Wolbert (1916)
- The Race for Life, regia di William Wolbert (1916)
- It's a Bear, regia di David Smith (1916)
- The Last Man, regia di William Wolbert (1916)
- The Game That Failed, regia di William Wolbert (1916)
- Taking the Honey Out of Honeymoon, regia di David Smith (1916)
- A Bit of Bent Wire, regia di David Smith (1916)
- The Luck Charm, regia di David Smith (1916)
- The Twin Fedoras, regia di David Smith (1917)
- One Good Turn (1917)
- The Footlight Lure, regia di David Smith (1917)
- Up and Down, regia di David Smith (1917)
- The Suitor from Siam, regia di David Smith (1917)
- The Old Fourth Ward, regia di David Smith (1917)
- The Road to Eternity, regia di David Smith (1917)
- The Gang, regia di David Smith (1917)
- The Magnificent Meddler, regia di William Wolbert (1917)
- By Right of Possession, regia di William Wolbert  (1917)
- The Divorcee, regia di William Wolbert  (1917)
- Sunlight's Last Raid, regia di William Wolbert (1917)
- The Flaming Omen, regia di William Wolbert (1917)
- When Men Are Tempted, regia di William Wolbert (1917)
- Playthings, regia di Douglas Gerrard (1918)
- His Birthright, regia di William Worthington (1918)
- The Spender, regia di Charles Swickard (1919)
- The False Faces, regia di Irvin Willat (1919)
- Johnny Get Your Gun, regia di Donald Crisp (1919)
- The Hushed Hour, regia di Edmund Mortimer (1919)
- Bubbles, regia di Wayne Mack (1920)
- Vanishing Trails, regia di Leon De La Mothe - serial cinematografico (1920)
- Two Minutes to Go, regia di Charles Ray (1921)
- Too Much Married, regia di Scott R. Dunlap (1921)
- Bluebeard, Jr., regia di Scott R. Dunlap (1922)
- The Half Breed, regia di Charles A. Taylor (1922)
- Wildness of Youth, regia di Ivan Abramson (1922)
- Faint Hearts, regia di Gregory La Cava (1922)
- A Social Error, regia di Gregory La Cava (1922)
- The Four Orphans, regia di Gregory La Cava (1923)
- The Fatal Photo, regia di Richard Thorpe (1923)
- The Busybody, regia di Gregory La Cava (1923)
- Shell Shocked Sammy, regia di Frank S. Mattison (1923)
- Enemies of Children, regia di Lillian Ducey e John M. Voshell (1923)